# Aedes tarsalis
Aedes tarsalis är en tvåvingeart som först beskrevs av Robert Newstead 1907.  Aedes tarsalis ingår i släktet Aedes och familjen stickmyggor. Inga underarter finns listade i Catalogue of Life.